# Johann Baptist Anton von Pergen

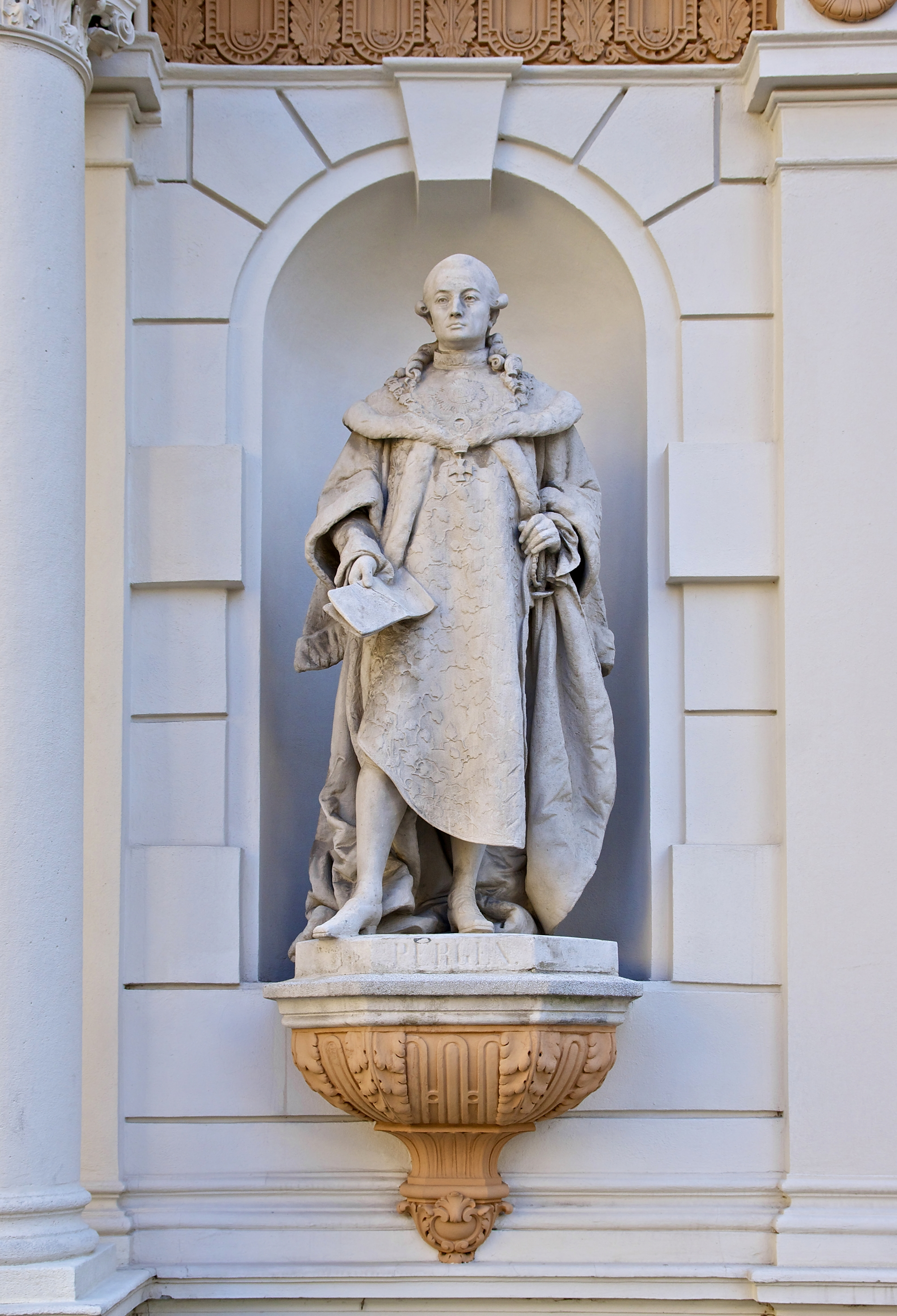
Posąg Johanna Baptista Antona von Pergena z Wiedniu, Austria

Johann Baptist Anton von Pergen (ur. 15 lutego 1725 w Wiedniu, zm. 12 maja 1814 roku tamże) – hrabia Rzeszy Niemieckiej, polityk i dyplomata na służbie Habsburgów, cesarsko-królewski rzeczywisty tajny radca, Naczelny Prezydent Policji (niem. Oberster Polizeiminister).

## Pochodzenie i młodość
Pochodził ze starego XVI-wiecznego szlacheckiego rodu holenderskiego. Był młodszym synem Johanna Ferdinanda Wilhelma von Pergena (1684-1766), rzeczywistego tajnego radcy i Wiceprezydenta Rządu Dolnoaustriackiego (niem. Vice-Präsident der nieder-österreichischen Regierung) oraz baronówny Marii Elżbiety Orlick von Lazizka.
Dziadkiem Pergena był hrabia Johann Baptist von Pergen (1656-1742), również komisarz Dolnej Austrii.

## Kariera urzędniczo-dyplomatyczna
Służbę państwową rozpoczął w wieku 22 lat, przebywając wraz z cesarskim poselstwem na dworze elektorskim w Moguncji. W r. 1748 udał się na dwór króla angielskiego do Hanoweru a następnie znów do Moguncji. W 1773 r. został pierwszym austriackim gubernatorem Lwowa. Gubernatorem w Galicji był od września 1772 do stycznia 1774 roku. Na owo stanowisko, Pergen został mianowany za plecami Józefa II dlatego nie cieszył się jego sympatią. Był znany jako dość kiepski administrator, więc nie powierzono mu kontroli nad siłami zbrojnymi co zazwyczaj leżało w gestii gubernatora, lecz pozostawiono dowództwo gen. hr. Andreasowi Hadikowi, który już z początkiem lipca 1772 roku wkroczył do Galicji na czele wojsk austriackich. Pergen wielokrotnie się na to uskarżał w swych listach do Wiednia. Jako gubernator, Pergen był świadomy nieustannej potrzeby umacniania władzy Wiednia nad Galicją. Za największy problem uważał nieprzygotowanie szlachty na zmianę ustroju, która nadeszła wraz z rozbiorem: ...trudności zwiększają się jeszcze, jeżeli prawodawca kraju, przechodzącego od republikańskiego ustroju pod rząd monarchiczny, musi walczyć z zepsuciem obyczajów, z prywatą pozbawionej przywilejów oligarchii, a nawet z nikczemnością, zwłaszcza jeżeli pragnie, aby prawa odpowiadały życzeniom roztropnej albo uciśnionej części narodu... Pergen uważał poskromienie szlachty za fakt korzystny również dla samych Galicjan. Stwierdzał, że ludność odpocznie pod rządami austriackimi po pięciu latach panoszenia się Rosjan pacyfikujących region po pokonaniu Konfederacji Barskiej. Hrabia Pergen był rozsądnym namiestnikiem, lecz nie uchroniło go to przed oddaniem (na skutek nacisków Józefa II i Kaunitza), stanowiska hr. Andreasowi Hadikowi, który został jeszcze w styczniu drugim gubernatorem Galicji i pozostał nim aż do czerwca 1774 roku.
Odwołany z Galicji von Pergen powrócił do Wiednia. Potem pełnił funkcję namiestnika (Statthalter) arcyksięstwa Austrii (1782-1790). Miał też swój udział w dziele reformy administracyjnej kraju w duchu oświecenia i józefinizmu, choć ostatecznie jego projekt odrzucono na rzecz tego, który przedstawił Karl Anton Martini (1726-1800).
Pergen to również twórca tajnej policji wiedeńskiej i pierwszy formalny Polizeiminister od roku 1804. Ale już przed tym rokiem prowadził śledztwa. W 1794 Pergen i hrabia Franz Josef von Saurau (1760-1832) prowadzili wspólne śledztwo, które doprowadziło do rozpracowania projakobińskiego demokratycznego spisku i skazania kilku demokratów.

## Rodzina
Ożenił się 19 VII 1762 r. z baronówną Philippine Gabriele von Groschlag.

## Literatura
- Piotr Napierała, Konflikt dwóch światów. Terezjańscy i józefińscy biurokraci w Galicji (1772-1790), W: G. Pełczyński, K. Święcicki (red.), Polacy wobec wielości kultur. Wczoraj-dziś-jutro, KMB-Druk Gniezno 2009, s. 91-102. ISBN 978-83-61352-40-2
- P. Bernard, From the Enlightenment to the Police State: The Public Life of Johann Anton Pergen, Illinois 1991.
- Constant von Wurzbach: Biographisches Lexikon des Kaiserthums Oesterreich, Wien 1870, T. 22, s. 1-7 (tu także genealogia rodu)
- M. Tyrowicz, Galicja od pierwszego rozbioru do Wiosny Ludów 1772-1849 – wybór tekstów źródłowych, Wrocław 1956.
- Franz A.J. Szabo, Austrian First Impressions of Ethnic Relations in Galicia: The Case of Governor Anton von Pergen, Polin 12 (1999)